# Cliche Love Song
Cliche Love Song è un brano musicale del cantante danese Basim.

## Il brano
La canzone è stata scritta da Basim, Lasse Lindorff, Kim Nowak-Zorde e Daniel Fält. In occasione del Dansk Melodi Grand Prix 2014 è stata scelta come brano rappresentante la Danimarca all'Eurovision Song Contest 2014 tenutosi proprio in Danimarca, a Copenaghen.
Alla finale della competizione europea il brano si è classificato al nono posto.

## Tracce
Digitale
1. Cliche Love Song - 3:01